# Rhamphomyia confinis
Rhamphomyia confinis är en tvåvingeart som beskrevs av Zetterstedt 1852. Rhamphomyia confinis ingår i släktet Rhamphomyia och familjen dansflugor.
Artens utbredningsområde är Sverige. Inga underarter finns listade i Catalogue of Life.